# Timectomia
Timectomia é a cirurgia na qual se realiza remoção do timo. Pode ser usada para o tratamento da miastenia gravis. No entanto, a remissão da doença nem sempre é permanente.